# Water Bearer
Water Bearer è il primo album in studio di Sally Oldfield, pubblicato nel 1978. 

## Descrizione
Uscito sotto l'etichetta indipendente Bronze, Water Bearer è un omaggio alle opere fantasy di J. R. R. Tolkien.
Annovera la partecipazione straordinaria del session man Herbie Flowers.
È un lavoro sofisticato che contamina più generi: dal rock progressivo fino a venature ambient. 

## Tracce
1. Water Bearer
2. Songs of the Quendi
  - Night Theme
  - Wampum Song
  - Nenya
  - Land of the Sun
3. Mirrors
4. Weaver
5. Night of the Hunter's Moon
6. Child of Allah
7. Song of the Bow
8. Fire and Honey
9. Song of the Healer

## Formazione
- Sally Oldfield – voce, banjo, sintetizzatore, percussioni, mandolino, pianoforte, chitarra
- Frank Ricotti – percussioni
- Dave Lawson – sintetizzatore
- Herbie Flowers – basso elettrico
- Trevor Spencer – batteria
- Jean Price – arpa

## Successo commerciale
La canzone Mirrors è entrata nella classifica UK Top 40, alla posizione numero 19.